# Somogyszentpál
Somogyszentpál é um município da Hungria, situado no condado de Somogy. Tem 28,96 km² de área e sua população em 2019 foi estimada em 802 habitantes.